# Léviathan 99
Léviathan 99 est un recueil de nouvelles de l'auteur américain Ray Bradbury paru en France en janvier 2010 dans la collection Lunes d'encre des éditions Denoël.
Il regroupe des nouvelles parues aux États-Unis dans deux recueils : The Cat's Pajamas en 2004 et Now and Forever en 2007, ainsi qu'une nouvelle (La Chrysalide) publiée en 1946 dans Amazing Stories, inédite en français.
Le Pyjama du chat (The Cat's Pajamas) est composé de textes inédits (à l'exception de Mort d'un homme prudent), écrits entre 1946 et 2003, ainsi que d'une préface de l'auteur. Maintenant et à jamais (Now and Forever) rassemble deux longues nouvelles (novellas), également inédites, précédées chacune d'une courte introduction où Bradbury dévoile le long travail d'écriture et les modifications apportées à ces deux textes au fil des ans.
À noter que deux histoires différentes (Le Jeune homme et la mer et La Chrysalide) portent le même titre original: Chrysalis.
Toutes les nouvelles sont traduites par Florence Dolisi.

## Contenu
- Première partie : Le Pyjama du chat (The Cat's Pajamas)
- Préface : Débordant de vie et d'inspiration (Alive and Kicking and Writing)
- Le Jeune homme et la mer (Chrysalis)
- L'Île (The Island)
- Un peu avant l'aube (Sometime Before Dawn)
- Gloire à notre chef (Hail to the Chief)
- Nous ferons comme si de rien n'était (We'll Just Act Natural)
- Olé, Orozco ! Siqueiros, si ! (Olé, Orozco ! Siqueiros, si !)
- La Maison (The House)
- Le Convoi funéraire de John Wilkes Booth et des studios d'Hollywood (The John Wilkes Booth/Warner Brothers/MGM/NBC Funeral Train)
- Mort d'un homme prudent (A Careful Man Dies)
- Le Pyjama du chat (The Cat's Pajamas)
- Triangle (Triangle)
- La Bétonnière à mafiosi (The Mafioso Cement-Mixing Machine)
- Les Fantômes (The Ghosts)
- Mais où est mon chapeau ? (Where's my Hat, What's my Hurry?)
- La Transformation (The Transformation)
- Route 66 (Sixty-Six)
- Des goûts et des couleurs (A Matter of Taste)
- I Get the Blues When It Rains (souvenir) (I Get the Blues When it Rains (A Remembrance))
- Tous mes ennemis sont morts (All my Enemies are Dead)
- Le Collectionneur fou (The Completist)
- L'Orient-Express de l'Éternité (Epilogue: The R.B., G.K.C., and G.B.S. Forever Orient Express)

- Intermède
- La Chrysalide (Chrysalis)

- Deuxième partie : Maintenant et à jamais (Now and Forever)
- Introduction : Quelque part (Somewhere)
- Quelque part joue une fanfare (Somewhere a Band is Playing)
- Introduction : Rêve de radio (Radio Dream)
- Léviathan 99 (Leviathan '99)

La Chrysalide fut publié pour la première fois en 1946 dans Amazing Stories.
Mort d'un homme prudent fut publié tout d'abord en 1946 dans New Detective Magazine. Le texte apparaît dans le recueil Monstrueusement vôtre sous le titre On n'est jamais trop prudent.

## Adaptation
La Chrysalide a été porté à l'écran par Tony Baez Milan en 2008.